# Repejov
Repejov es un municipio del distrito de Medzilaborce en la región de Prešov, Eslovaquia, con una población estimada a final del año 2024 de 101 habitantes.
Se encuentra ubicado al noreste de la región, cerca del río Laborec (cuenca hidrográfica del río Tisza) y de la frontera con Polonia.

## Demografía
| Año        | 1994 | 2004     | 2014     | 2024     |
| ---------- | ---- | -------- | -------- | -------- |
| Población  | 211  | 162      | 137      | 101      |
| Diferencia |      | −23,22 % | −15,43 % | −26,27 % |

| Año        | 2023 | 2024    |
| ---------- | ---- | ------- |
| Población  | 103  | 101     |
| Diferencia |      | −1,94 % |